# Hawkins (Fernsehserie)
Hawkins ist eine US-amerikanische Fernsehserie, die von MGM Television für CBS produziert wurde. Zwischen 1973 und 1974 entstand eine Staffel mit acht Episoden mit James Stewart in der Hauptrolle. Zu den Gaststars der Serie gehörten unter anderem Robert Webber, Bonnie Bedelia, Sam Elliott und Julie Harris. Hauptdarsteller Stewart gewann für seine Darstellung den Golden Globe Award, die Serie war für zwei weitere Golden Globes nominiert.

## Handlung
Billy Jim Hawkins ist ein Rechtsanwalt in einer Kleinstadt in West Virginia. Zusammen mit seinem Cousin R.J., der als sein Gehilfe tätig ist, übernimmt er die Verteidigung von Angeklagten, deren Unschuld er im Laufe der Folge beweist.

## Hintergrund
In der von Robert Hamner und David Karp geschaffenen Serie spielte James Stewart eine ähnliche Rolle wie in Anatomy of a Murder aus dem Jahr 1959. Trotz großer Resonanz und Gewinn eines Golden Globe Award wurde die Serie auf Stewarts Wunsch nach der ersten Staffel beendet. Er war der Ansicht, dass die Qualität von Drehbüchern und Regisseuren im Fernsehen nicht dauerhaft das Niveau halten könne, an das er von seinen Kinofilmen gewohnt war.
Hawkins wurde als Teil von The New CBS Tuesday Night Movies ausgestrahlt. Dies war eine beliebte Programmstrategie in der Fernsehunterhaltung in den späten 1960er und 1970er Jahren.

## Episodenliste
| Nr. | Deutscher Titel      | Originaltitel                  | Erstausstrahlung USA | Deutschsprachige Erstausstrahlung (D) | Regie           | Drehbuch                  |
| --- | -------------------- | ------------------------------ | -------------------- | ------------------------------------- | --------------- | ------------------------- |
| 1   | Der Strafverteidiger | Death and the Maiden           | 13. März 1973        | 18. Mai 1988                          | Jud Taylor      | David Karp                |
| 2   | Mord oder Gnade?     | Die, Darling, Die              | 23. Okt. 1973        | 1. Juni 1988                          | Paul Wendkos    | David Karp, Gene L. Coon  |
| 3   | Mord in der Arena    | Murder In The Slave Trade      | 22. Nov. 1974        | 15. Juni 1988                         | Paul Wendkos    | David Karp, Robert Hammer |
| 4   | Tod in Hollywood     | Murder in Movieland            | 2. Okt. 1973         | 29. Juni 1988                         | Jud Taylor      | David Karp                |
| 5   | Zahn um Zahn         | Life For A Life                | 13. Nov. 1973        | 13. Juli 1988                         | Jud Taylor      | David Karp                |
| 6   | Schmutziges Geschäft | Candidate For Murder           | 5. März 1974         | 27. Juli 1988                         | Robert Scheerer | David Karp, Robert Hammer |
| 7   | Blutfehde            | Blood Feud                     | 4. Dez. 1973         | 10. Aug. 1988                         | Paul Wendkos    | David Karp                |
| 8   | Mord im 13. Stock    | Murder on the Thirteenth Floor | 5. Feb. 1974         | 24. Aug. 1988                         | Jud Taylor      | David Karp                |

## Auszeichnungen
- 1974: Golden Globe Award für James Stewart
- 1974: 2 Golden-Globe-Nominierungen